# おおむた洋風かつ丼
おおむた洋風かつ丼（おおむたようふうかつどん）は福岡県大牟田市のご当地丼。白飯の上にカツを乗せ、とろみのあるソースをかけた料理で、フォークで食する。単に洋風かつ丼とも。

## 概要
2021年時点では、大牟田市内11店舗で、各店舗でアレンジした洋風かつ丼を提供している。
大牟田市内で営業していた百貨店・松屋6階のファミリー食堂で提供されていた料理「松屋デパートの洋風かつ丼」が元となっている。注文を受けてから、早く提供できるように、仕上げの手間を省いたメニューとして開発されたとされる。
2022年に『生活ガイド.com』が発表した「『ご当地どんぶりランキング』トップ10」では10位となった。

## 復活
松屋は2004年に閉館となったが、10年後の2014年に「おおむた洋風かつ丼研究会」が大牟田市のご当地グルメとして「洋風かつ丼」を復活させた。
レシピは残っていたが、松屋で使用されていた調味料のなかには販売終了しているものもあったため、近い味の調味料を見つけて、当時の味わいを知る人に試食してもらうことを繰り返し、納得できるものに仕上げてある。
「おおむた洋風かつ丼研究会」が味の継承店と認定する「中国料理 彩花」では、ウスターソース、醤油、鶏ガラスープ、和食の出汁スープといった様々な調味料やスープが使用されている。

## 定義
おおむた洋風かつ丼研究会で定めている洋風かつ丼の定義は以下の通り。
- 白ご飯にはキャベツなどは敷かずに、そのままカツを乗せる。
  - 使用するカツには豚ロース肉を用いたトンカツが多いが、チキンカツや牛カツを用いてもよい。
- とろみのあるソースを使う。
  - 市販のソースを使用する場合は、必ずアレンジして用いる。
- 箸ではなくフォークで食べる。